# Liste de frameworks Python
 (signalé en mai 2025).
Si vous disposez d'ouvrages ou d'articles de référence ou si vous connaissez des sites web de qualité traitant du thème abordé ici, merci de compléter l'article en donnant les références utiles à sa vérifiabilité et en les liant à la section « Notes et références ».
- Archive Wikiwix
- Bing
- Cairn
- DuckDuckGo
- E. Universalis
- Gallica
- Google
- G. Books
- G. News
- G. Scholar
- Persée
- Qwant
- (zh) Baidu
- (ru) Yandex
- (wd) trouver des œuvres sur Wikidata

Les frameworks (web) suivants ont été écrits en Python :
- Bottle  — licence MIT
- CherryPy - open source
- Django — open source
- Flask — licence BSD
- Grok (sr) — open source
- Karrigell — open source
- Pylons (en) — open source
- Pyramid — licence BSD
- TurboGears — open source
- Tornado (framework) (en) — licence Apache
- Twisted — licence MIT
- Web2py — open source
- Zope — open source